# Dispositivo betavoltaico
Un dispositivo betavoltaico (cella betavoltaica o batteria betavoltaica) è un tipo di dispositivo che sfrutta il decadimento β di isotopi radioattivi per generare energia elettrica. Questa tecnologia si basa sul principio del trasferimento di energia derivante dal processo di decadimento beta, durante il quale un neutrone si trasforma in un protone, emettendo un elettrone (noto come beta minus) e un antineutrino.

## Storia
La tecnologia betavoltaica è stata introdotta per la prima volta nel 1913 da Henry Moseley e poi sviluppata negli anni '50 e '60 del novecento. Il concetto di utilizzare l'energia generata dal decadimento radioattivo per scopi pratici è stato proposto e studiato da diversi scienziati in quel periodo.
Negli anni '70, si verificarono sviluppi significativi in questa area di ricerca; è a tale anno che risale la vera e propria invenzione delle batterie betavoltaiche. Alcuni pacemaker negli anni '70 utilizzavano materiali betavoltaici basati sul promezio, ma furono gradualmente eliminati con lo sviluppo di batterie al litio più economiche. Uno dei primi dispositivi betavoltaici fu costruito utilizzando il radioisotopo stronzio-90 come sorgente beta e silicio come materiale semiconduttore. Questo tipo di betavoltaico è stato studiato per diverse applicazioni, inclusi dispositivi elettronici a lunga durata e sistemi di alimentazione per satelliti spaziali.
Nel corso degli anni, sono stati esplorati vari isotopi radioattivi, come il trizio e il promezio, per migliorare le prestazioni e la sicurezza dei dispositivi betavoltaici. Gli sviluppi tecnologici hanno portato a miglioramenti nella resa energetica e all'espansione delle applicazioni pratiche, sebbene la tecnologia sia rimasta prevalentemente limitata a utilizzi specializzati a causa della sua bassa densità di potenza.
La ricerca sui betavoltaici è continuata nel corso degli anni, con un interesse crescente per le applicazioni in cui la lunga durata e l'autonomia energetica sono fondamentali, come nei sensori a lunga durata, nei dispositivi medici impiantabili e nelle missioni spaziali a lungo termine.

## Principio di Funzionamento
Tali batterie si distinguono dalla maggior parte delle fonti di energia nucleare per il loro processo di conversione non termico. A differenza di sistemi che utilizzano la radiazione nucleare per generare calore, questi sfruttano un processo più diretto. La tecnologia opera convertendo le coppie elettrone-lacuna generate dalla scia di ionizzazione delle particelle beta che attraversano un semiconduttore.
Questa approccio offre diversi vantaggi, tra cui una maggiore efficienza nella conversione di energia e una minore complessità nel sistema complessivo. Inoltre, l'utilizzo di un processo non termico contribuisce a rendere i betavoltaici più adatti per applicazioni a basso consumo energetico e a garantire una maggiore affidabilità nel lungo termine.

## Applicazioni
I dispositivi betavoltaici sono noti per la loro capacità di produrre energia a lungo termine senza richiedere ricariche esterne. Tuttavia, a causa della bassa densità di potenza, vengono spesso impiegati in applicazioni a basso consumo energetico, come sensori a lunga durata o dispositivi medici impiantabili.
Grazie al loro metodo di conversione unico, i dispositivi betavoltaici trovano applicazioni in contesti in cui la generazione di calore potrebbe essere impraticabile o inefficace. Questa caratteristica li rende adatti per applicazioni a lunga durata e a basso consumo energetico, come sensori remoti, dispositivi medici impiantabili e missioni spaziali a lungo termine.

## Svantaggi
Mentre il materiale radioattivo emette, la sua attività diminuisce lentamente nel tempo (si veda Tempo di decadimento). Di conseguenza, con il trascorrere del tempo un dispositivo betavoltaico fornirà meno potenza. Per dispositivi pratici, questa diminuzione si verifica durante un periodo di molti anni. Nel caso dei dispositivi al trizio, la vita media è di 12,32 anni. Nel progettare il dispositivo, è necessario considerare le caratteristiche della batteria richieste alla fine della vita utile e assicurarsi che le proprietà all'inizio della vita tengano conto della durata utile desiderata.
La responsabilità legata alle leggi ambientali e all'esposizione umana al trizio e al suo decadimento beta deve essere presa in considerazione nella valutazione del rischio e nello sviluppo del prodotto. Naturalmente, ciò aumenta sia il tempo di commercializzazione sia i già elevati costi associati al trizio. Un rapporto del 2007 del gruppo consultivo dell'Agenzia di Protezione della Salute del governo britannico sulla radiazione ionizzante ha dichiarato che i rischi per la salute dell'esposizione al trizio sono il doppio di quelli precedentemente stabiliti dalla Commissione Internazionale sulla Protezione Radiologica con sede in Svezia.
Poiché il decadimento radioattivo non può essere fermato, accelerato o rallentato facilmente, non c'è modo di "spegnere" la batteria o regolarne l'uscita di potenza. Per alcune applicazioni ciò è irrilevante, ma altre avranno bisogno di una batteria chimica di backup per immagazzinare energia quando non è necessaria e utilizzarla quando serve. Ciò riduce il vantaggio della alta densità di potenza.

## Sicurezza
Sebbene le celle betavoltaiche utilizzino un materiale radioattivo come fonte di energia, le particelle beta impiegate sono a bassa energia e possono essere facilmente fermate da alcuni millimetri di materiale di schermatura. Con una costruzione adeguata del dispositivo (cioè, con una schermatura e contenimento appropriati), un dispositivo betavoltaico non emetterebbe radiazioni pericolose. La fuoriuscita del materiale racchiuso potrebbe comportare rischi per la salute, proprio come la fuoriuscita dei materiali in altri tipi di batterie (come litio, cadmio e piombo) genera significativi problemi ambientali e di salute. La sicurezza può essere ulteriormente aumentata trasformando il radioisotopo utilizzato in una forma chimicamente inerte e meccanicamente stabile, riducendo così il rischio di dispersione o bioaccumulo in caso di fuoriuscita.

## Efficienza
A causa dell'alta densità di potenza dei radioisotopi e della necessità di affidabilità predominante in molte applicazioni dei betavoltaici, si accettano efficienze relativamente basse. La tecnologia attuale consente percentuali di conversione dell'energia da particelle beta a elettricità nell'ordine delle cifre singole, ma la ricerca per ottenere efficienze più elevate è in corso. A titolo di confronto, un'efficienza termica nell'intervallo del 30% è considerata relativamente bassa per le nuove centrali termiche su larga scala, mentre le centrali avanzate a ciclo combinato raggiungono efficienze del 60% e oltre, se misurate in base all'output di elettricità per input di calore. Se il dispositivo betavoltaico funge anche da unità riscaldante a radioisotopi, è di fatto una centrale di cogenerazione e raggiunge efficienze totali molto più elevate, poiché gran parte del calore disperso viene utilizzato per scopi utili. In analogia alle celle fotovoltaiche, il limite Shockley-Queisser impone anche un limite assoluto per un dispositivo betavoltaico a singolo gap energetico.